# 肖秧
肖秧或作萧秧（1929年8月15日—1998年10月9日），原名陈睁，四川阆中玉台镇人。中华人民共和国政治人物。

## 生平
生日是农历七月十一日（1929年8月15日）。1942年，转入重庆小龙坎读初中，毕业后考入北碚兼善中学。1946年高中毕业后同时考入3所大学。选了清华大学，但因没钱作路费，只好暂时到成都，在四川省立教育学院数学系学习一年。1947年入清华大学电机系、建筑系学习，入党并从事学生运动，电机系同学朱镕基。从事学生运动时，为避免追捕改名萧秧。
1948－49年，中共华北局城市工作部干事，北京军管会干事，北京电信局军事接管组军事联络员；1948－54年，北京玻璃厂军代表、副厂长、厂长、党委书记；1954－56年，民主德国硅酸盐研究院进修；1956—66年，北京玻璃总厂厂长、党委书记；既是专家，又是领导，更是身先士卒的实干家。由于长期与粉尘打交道，他患了矽肺病。1966－73年，“文化大革命”中受冲击，下放劳动。
1973－77年，北京玻璃总厂技术组组长、党委副书记、革委会副主任；1977－84年，北京市革委会工交办公室副主任，市工业调整办公室主任，市经委副主任，市电子领导小 组副组长，市进出口委副主任兼北京经济建设总公司总经理，市外经委副主任；1984－92年，重庆市委副书记，市政府副市长、市长。1988年，任中共四川省重庆市委书记、四川省副省长。1989年中國民主運動中，肖秧在之后上报中共中央的报告中，以一句：“重庆没有发生动乱”保全整个重庆学运人士未受冲击。1992－93年，四川省委副书记、省政府副省长；1993年4月，四川省委副书记，省政府省长、党组书记。
1998年10月9日，肖秧因肺癌在成都去世，享年七十岁（虚岁）。留下遗言：丧事一切从简，家里不设灵堂，以免影响别人办公，骨灰就放在家里。讣告称：
中国共产党的优秀党员、忠诚的共产主义战士，国务院三峡工程建设委员会副主任、第九届全国政协委员，原中共四川省委副书记、四川省省长肖秧同志，由于长期忘我工作，积劳成疾，因病医治无效，于1998年10月9日5时30分在成都逝世，享年70岁。
中共四川省委、四川省人民政府送挽联“立党为公、无私奉献、笑对人生、一往无前”。